# 삼각동 도편수 이승업 가옥
도편수 이승업 가옥(都片手李承業家屋)은 1867년 경복궁 중건공사에 참여했던 도편수 이승업이 1860년대에 지은 중인 가옥이다. 본래 삼각동에 위치하여 조흥은행의 역사자료 전시실로 사용한 '조흥은행관리가'였으나, 1998년 남산골한옥마을을 조성하며 현재의 위치로 이건하면서 명칭이 바뀌었다. 이 가옥은 조선 말 중인계층 주택의 시대적 특징을 읽을 수 있는 점에서 건축사적으로 중요하다.
현재 안채·사랑채·사주문만 한옥마을로 이건되어 있지만, 본래 문간채·앞뒤 행랑채·사랑채·안채·사랑뒤채 등으로 구성된 큰 규모의 가옥이었다고 한다. 목수의 자택답게 장식적이고 정교한 부재들로 치밀하게 구성되었다.

## 갤러리

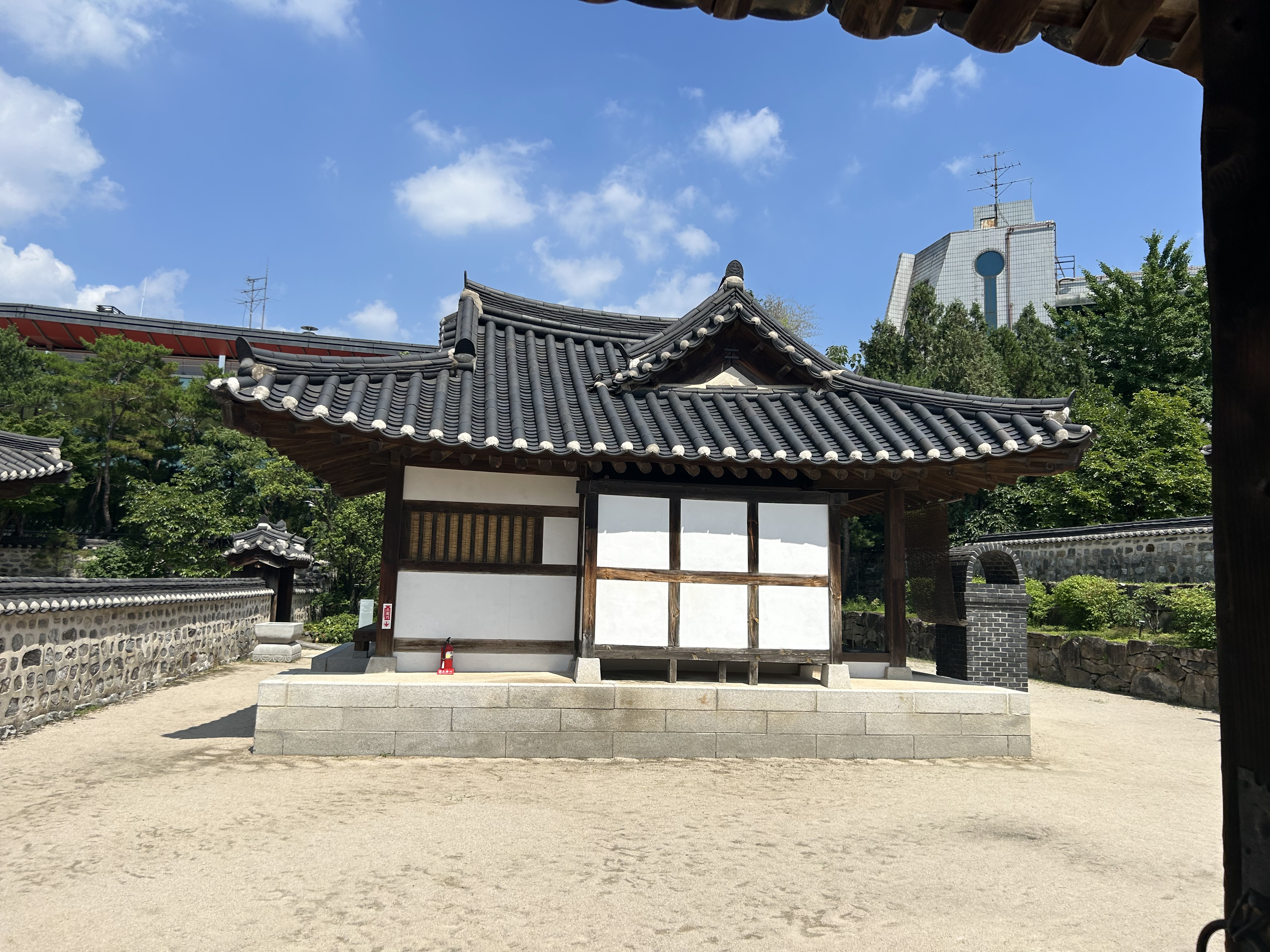
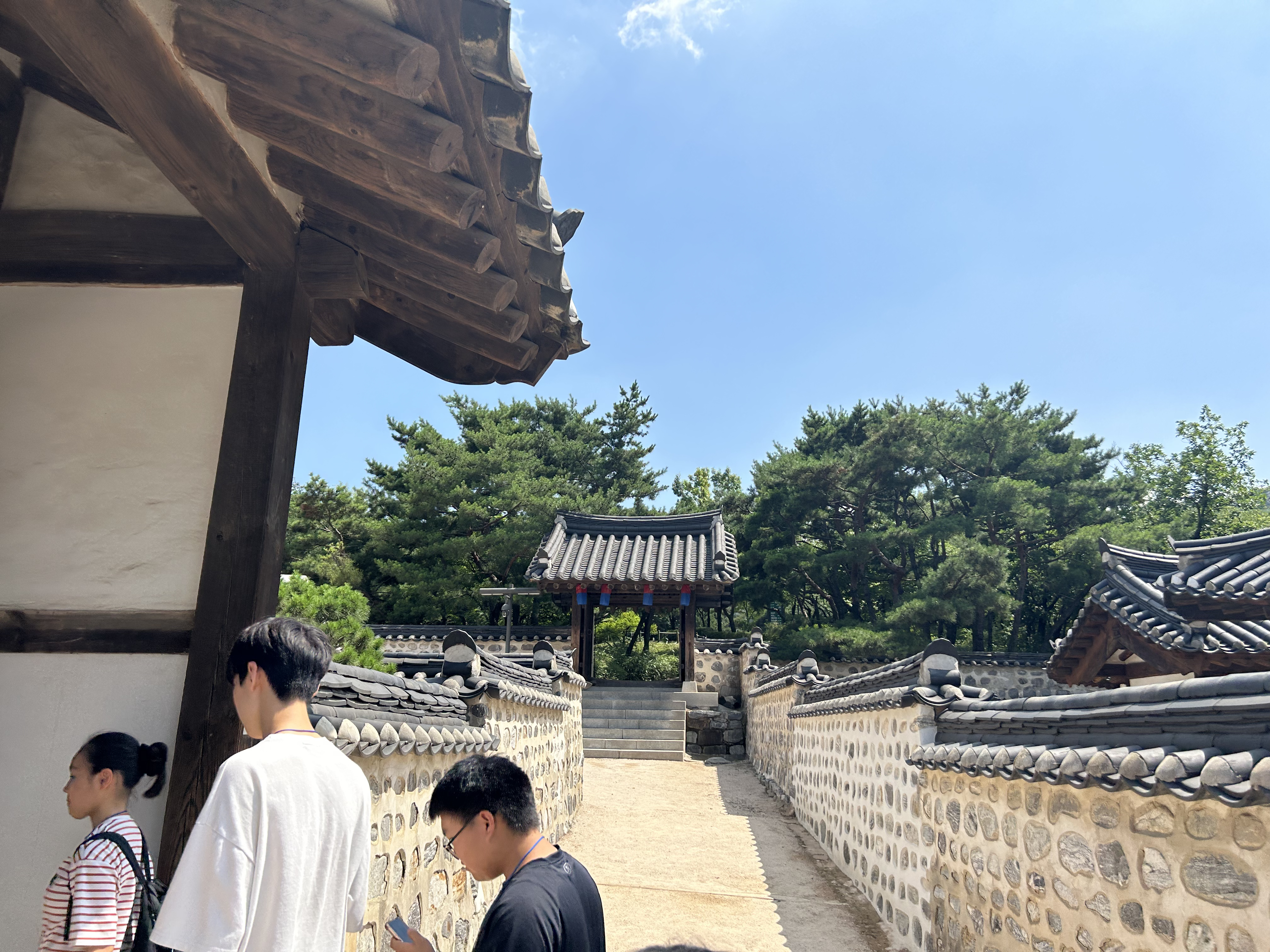
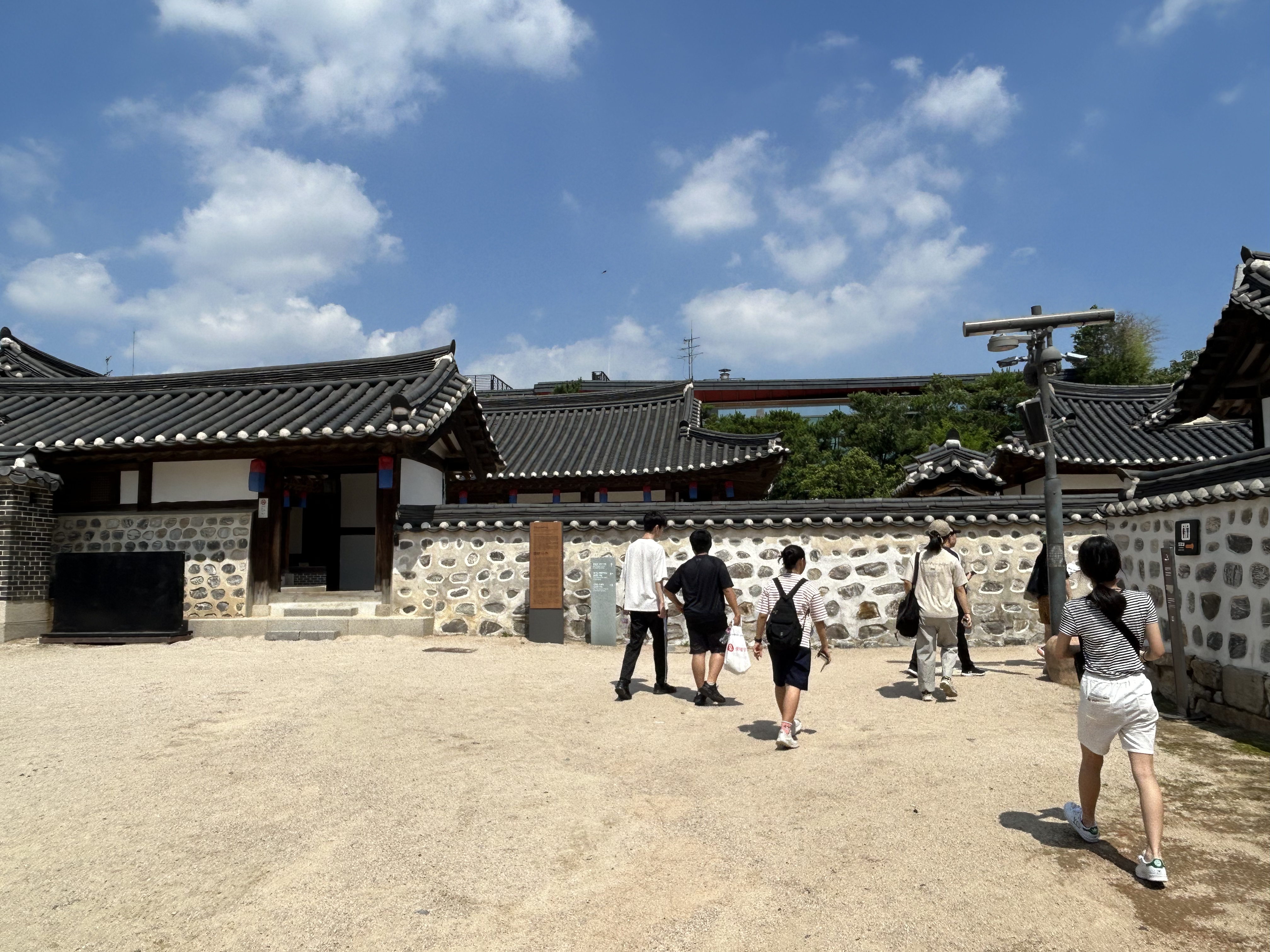
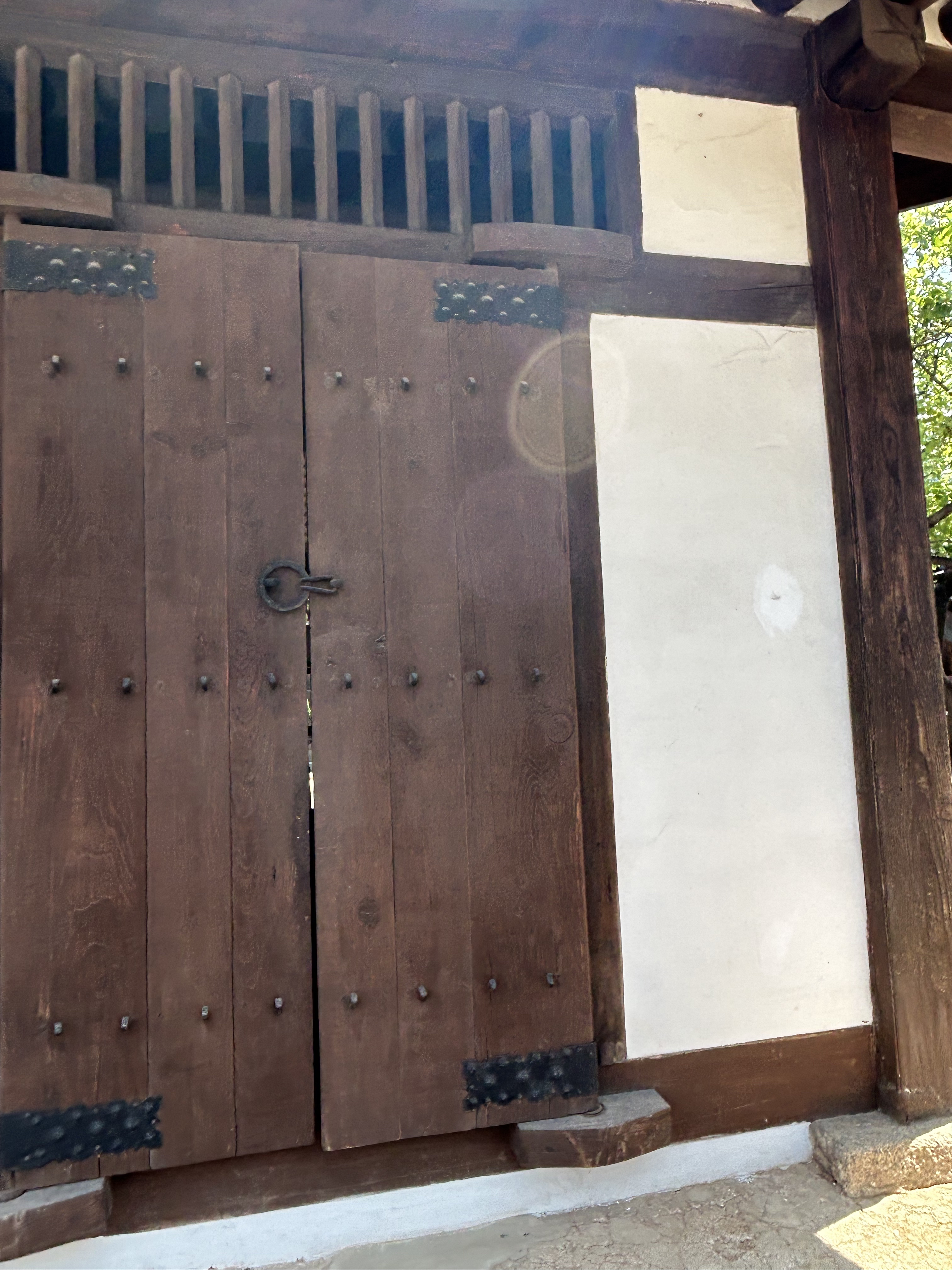
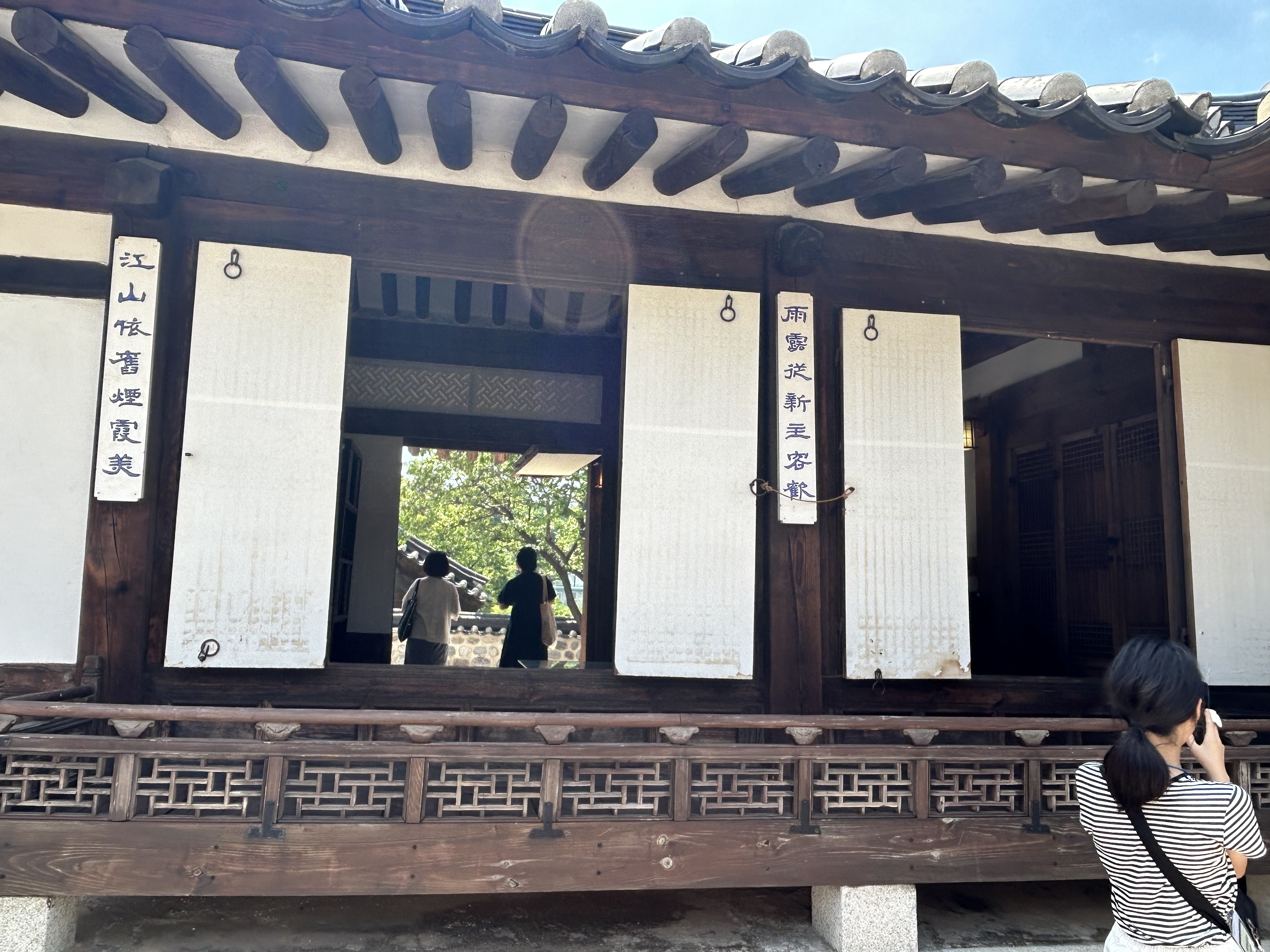
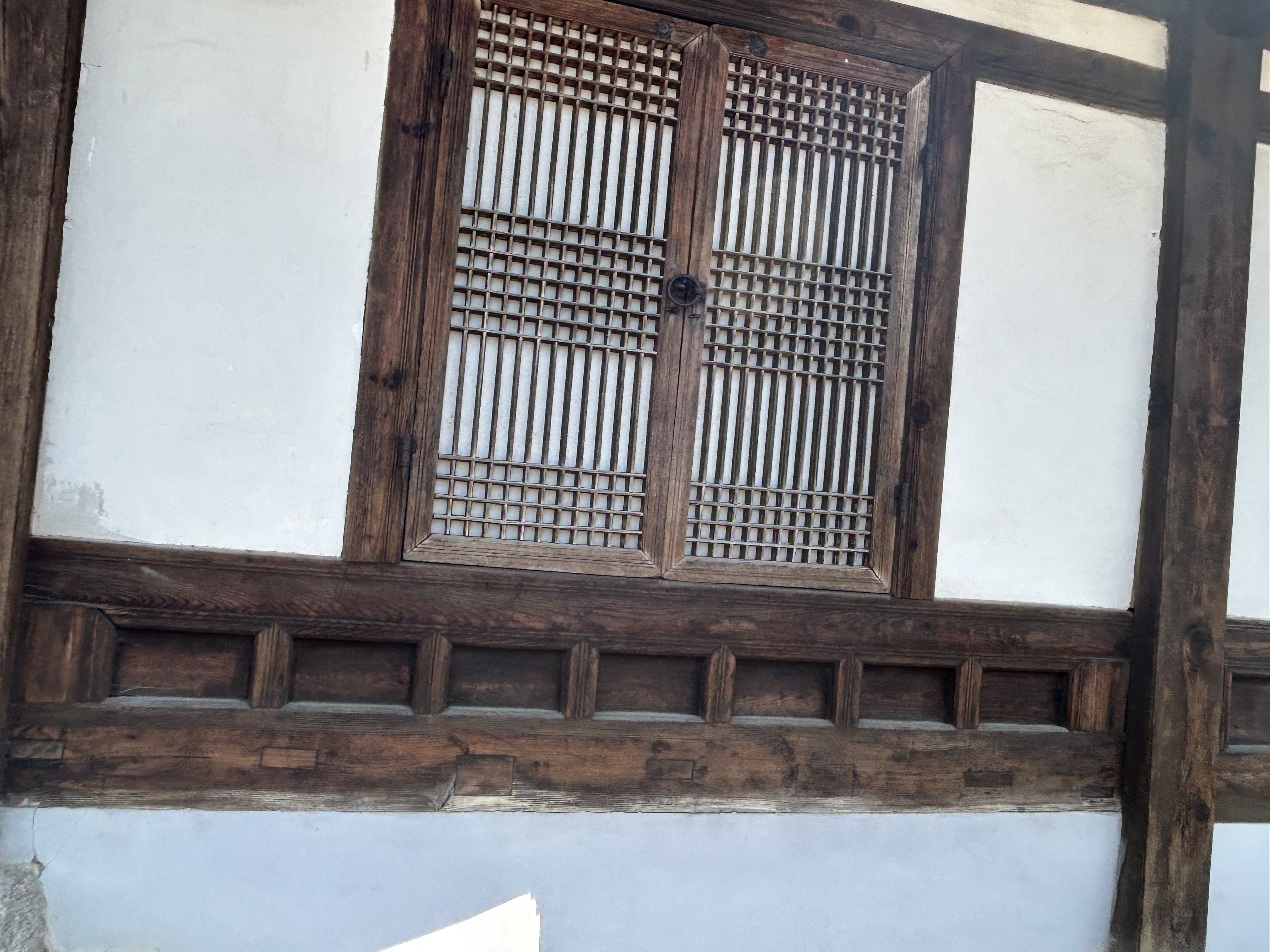
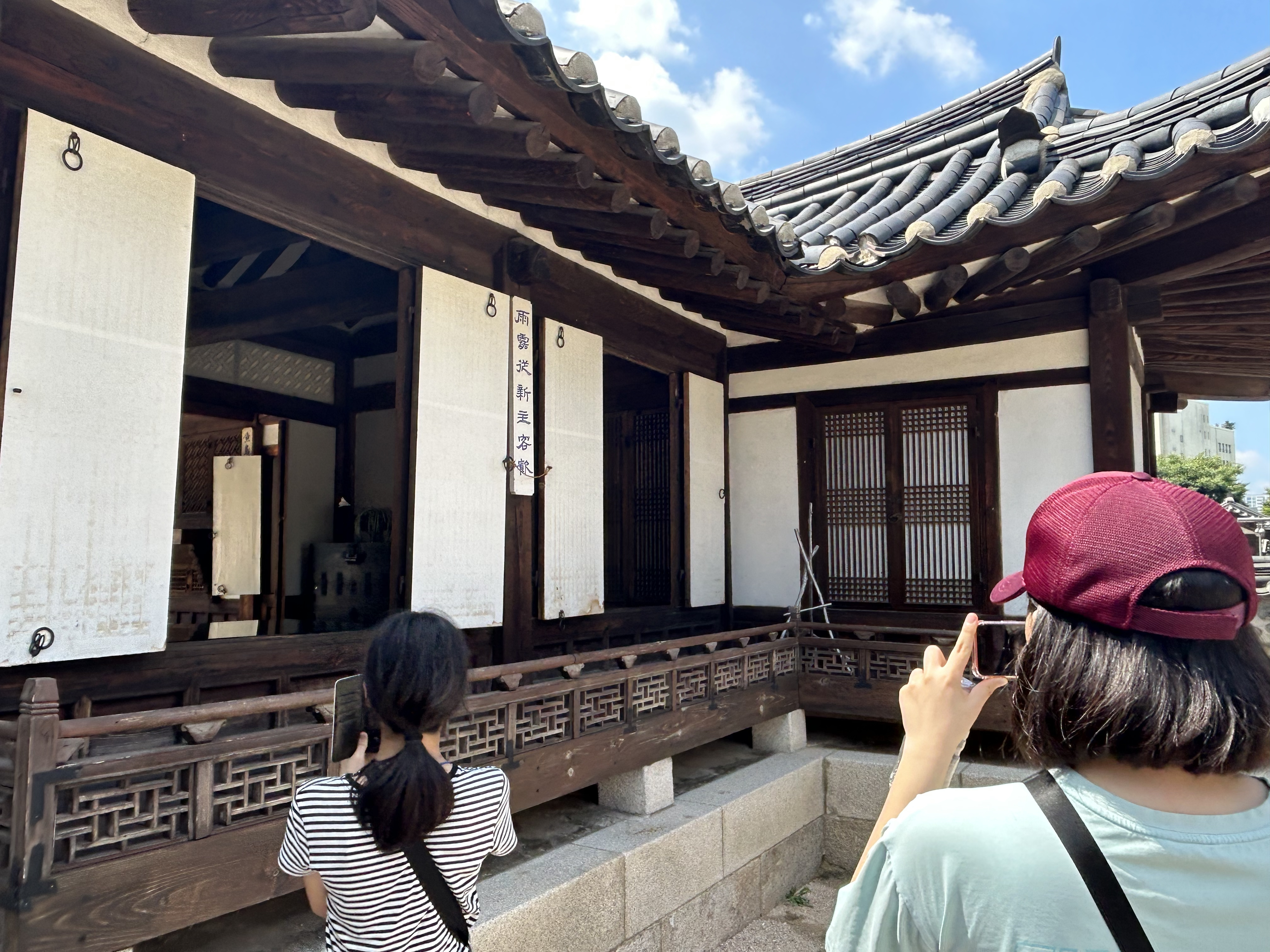
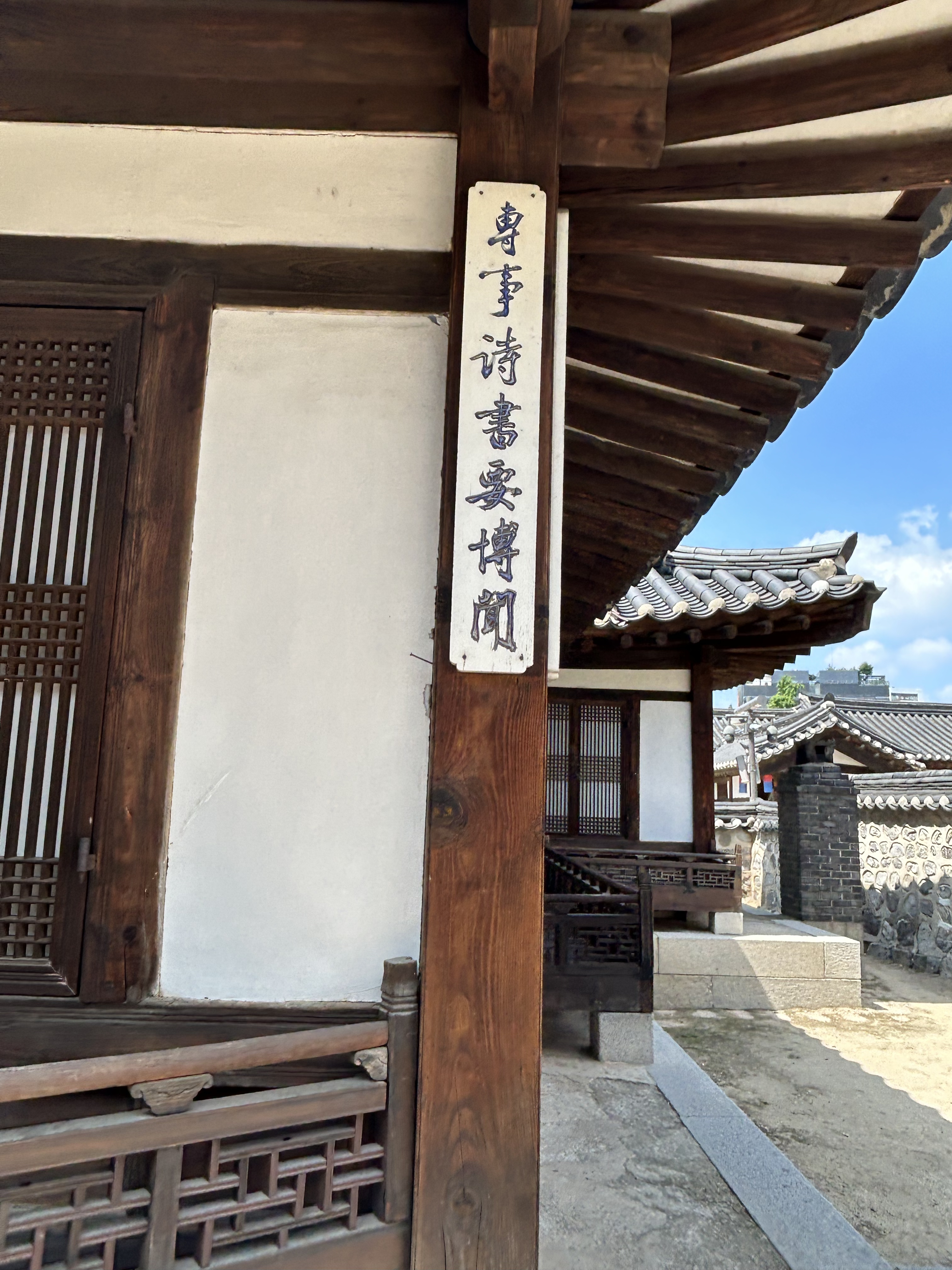
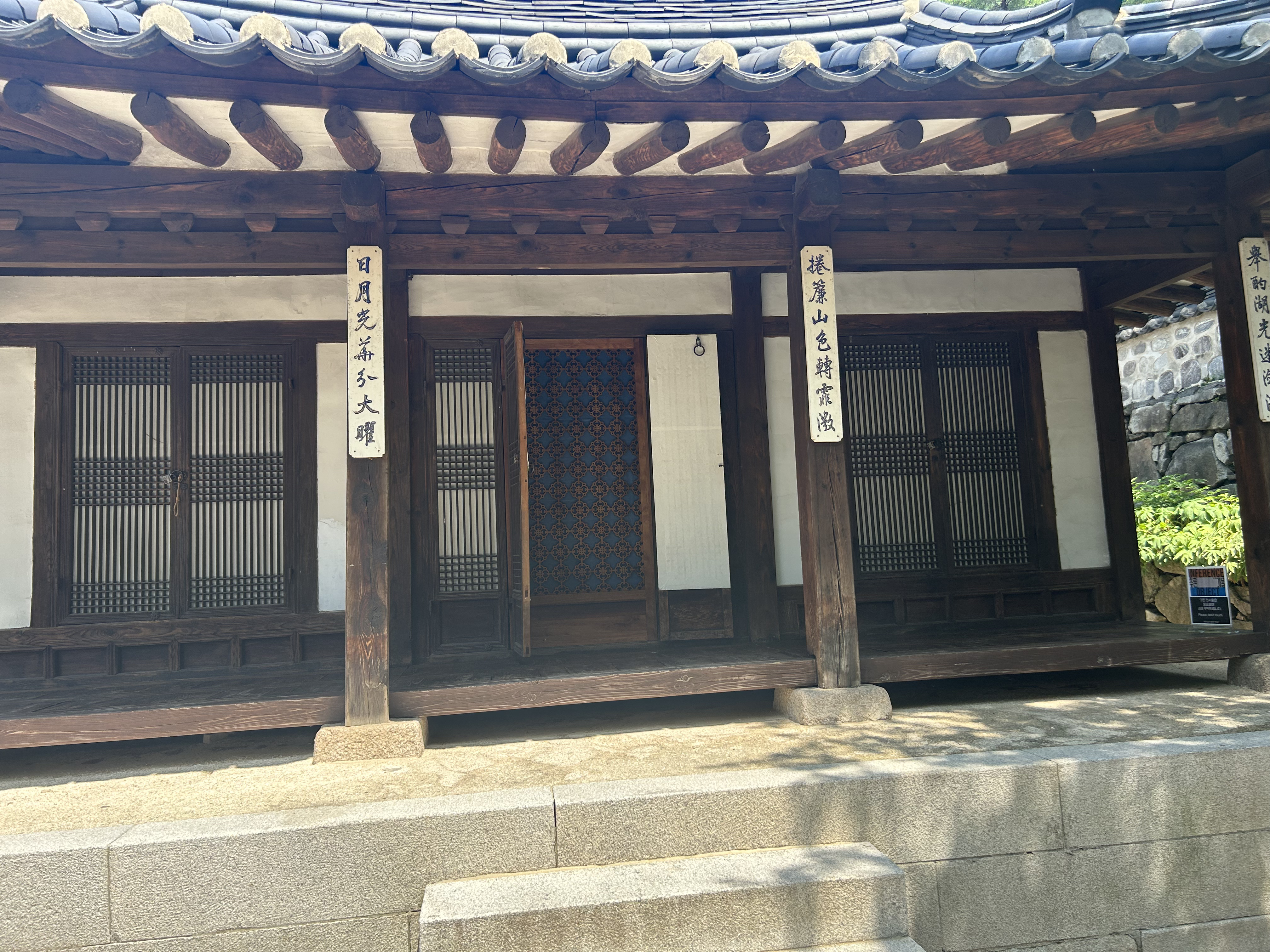
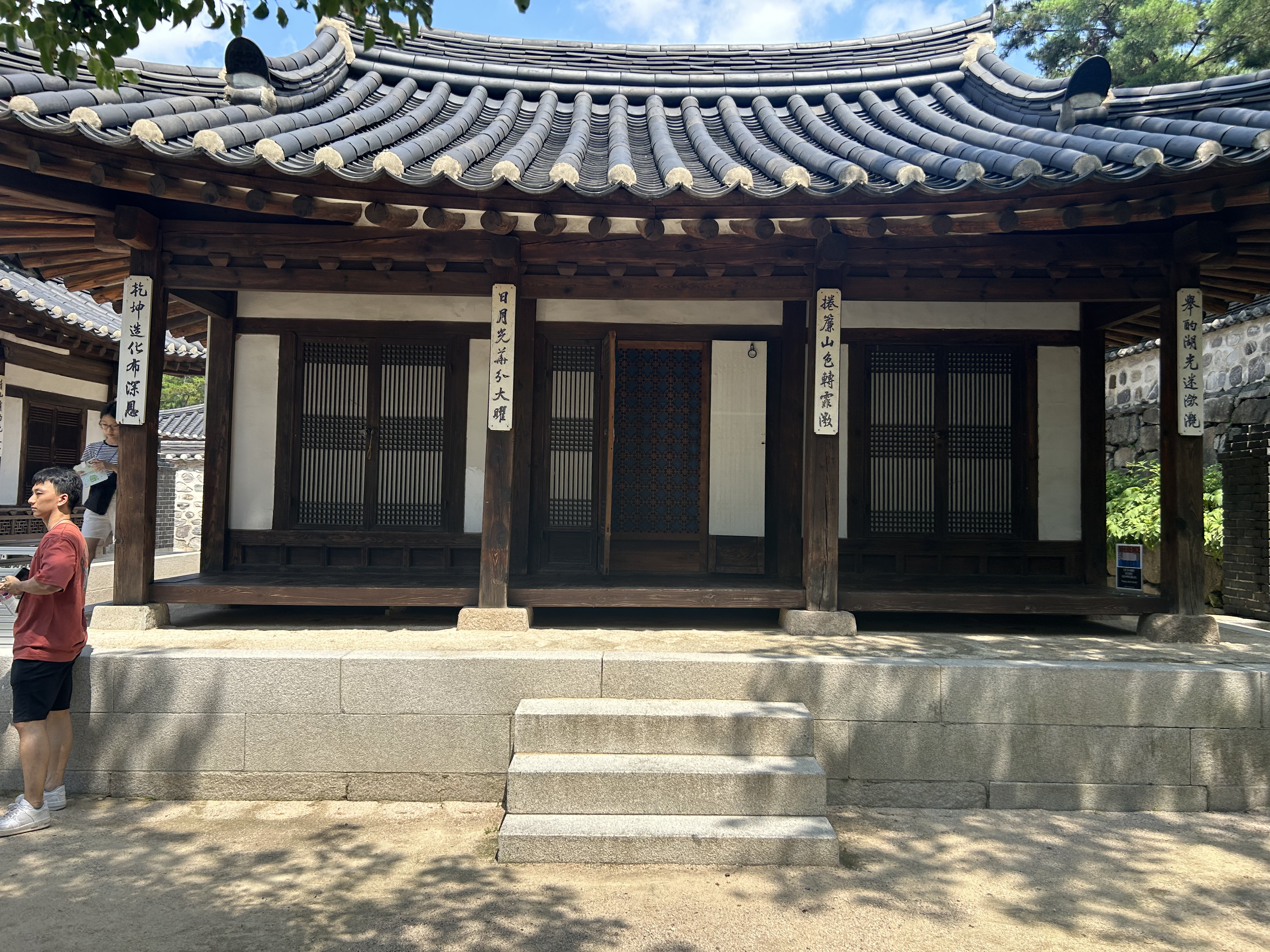
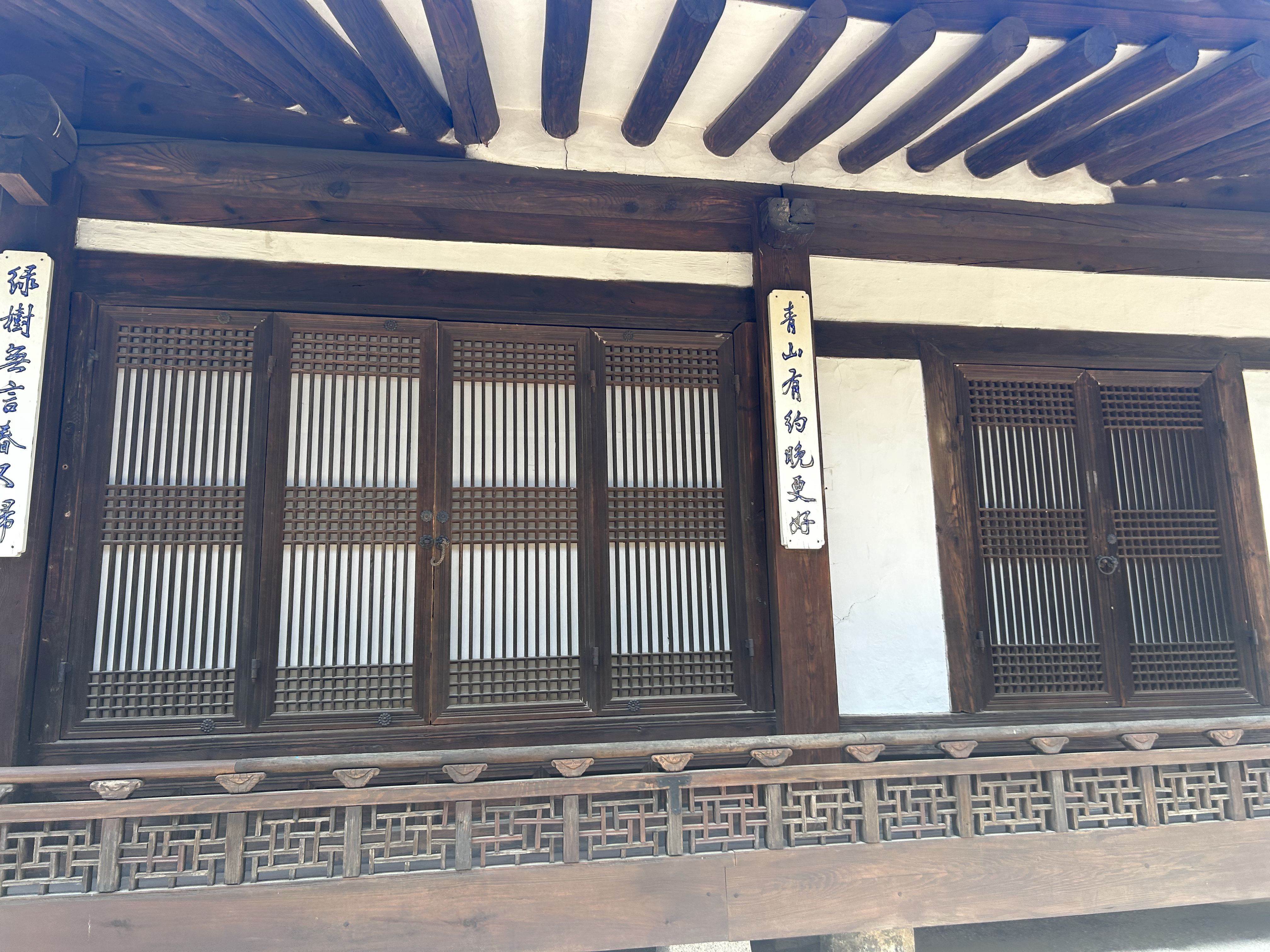
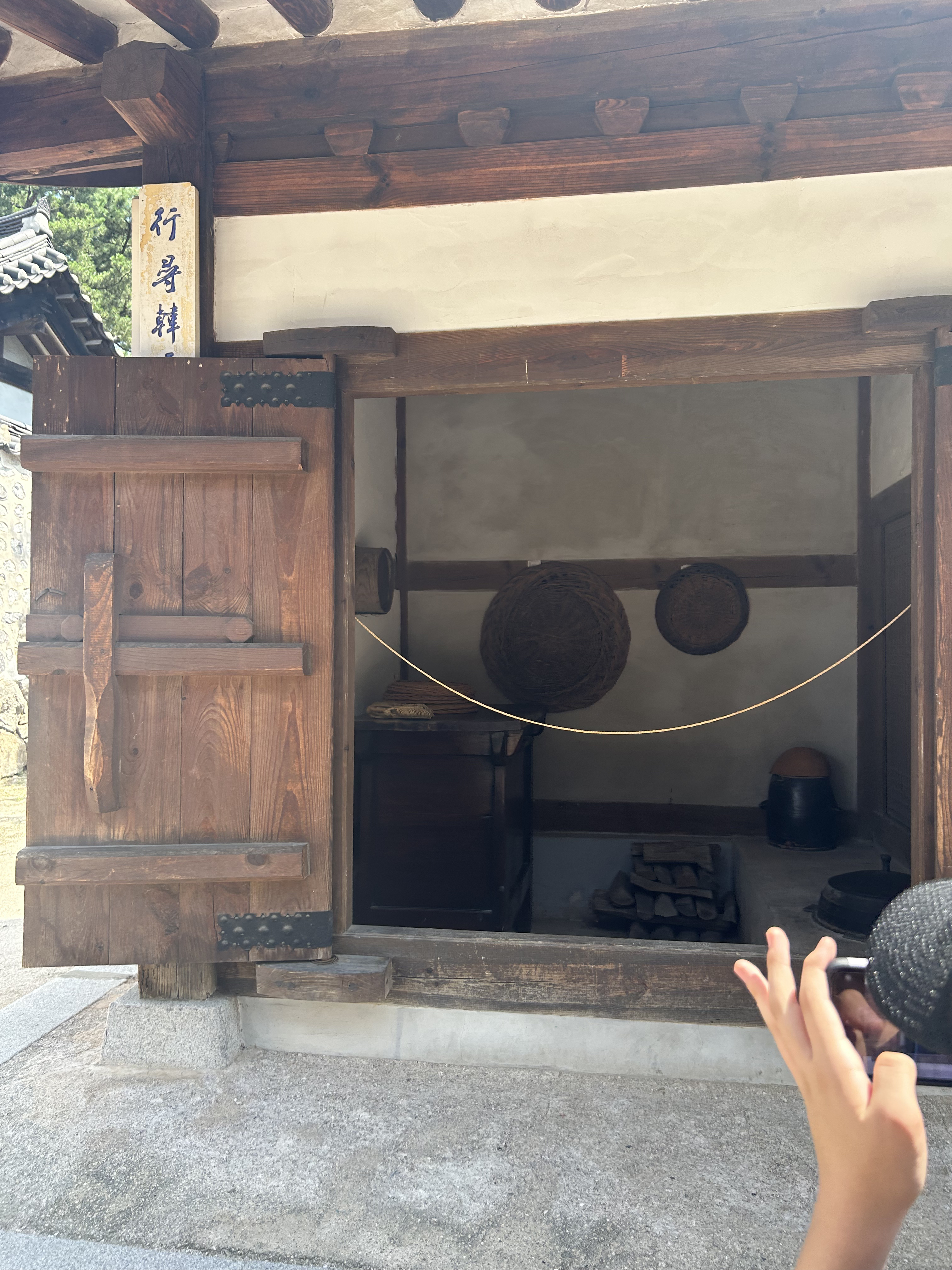
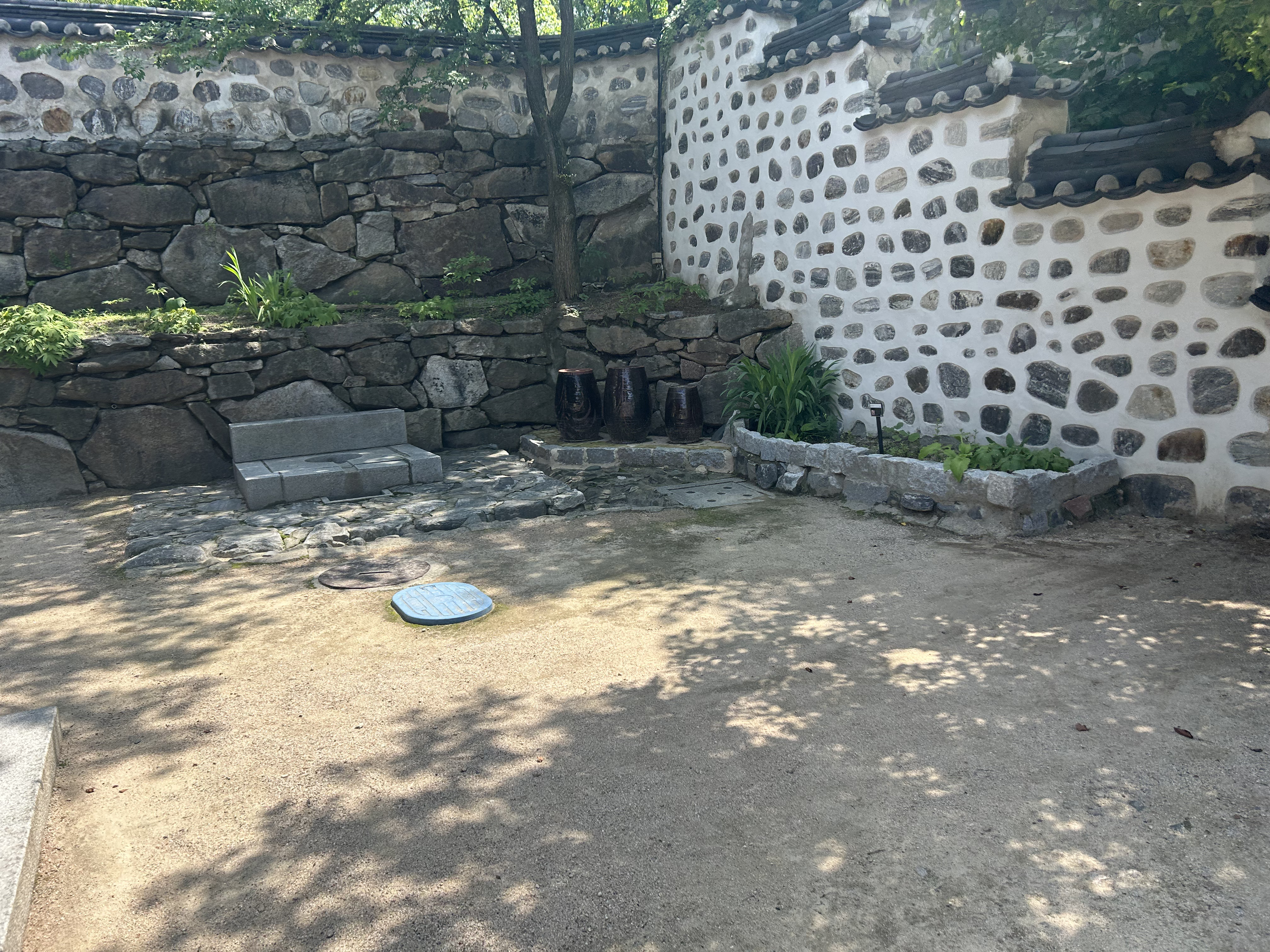
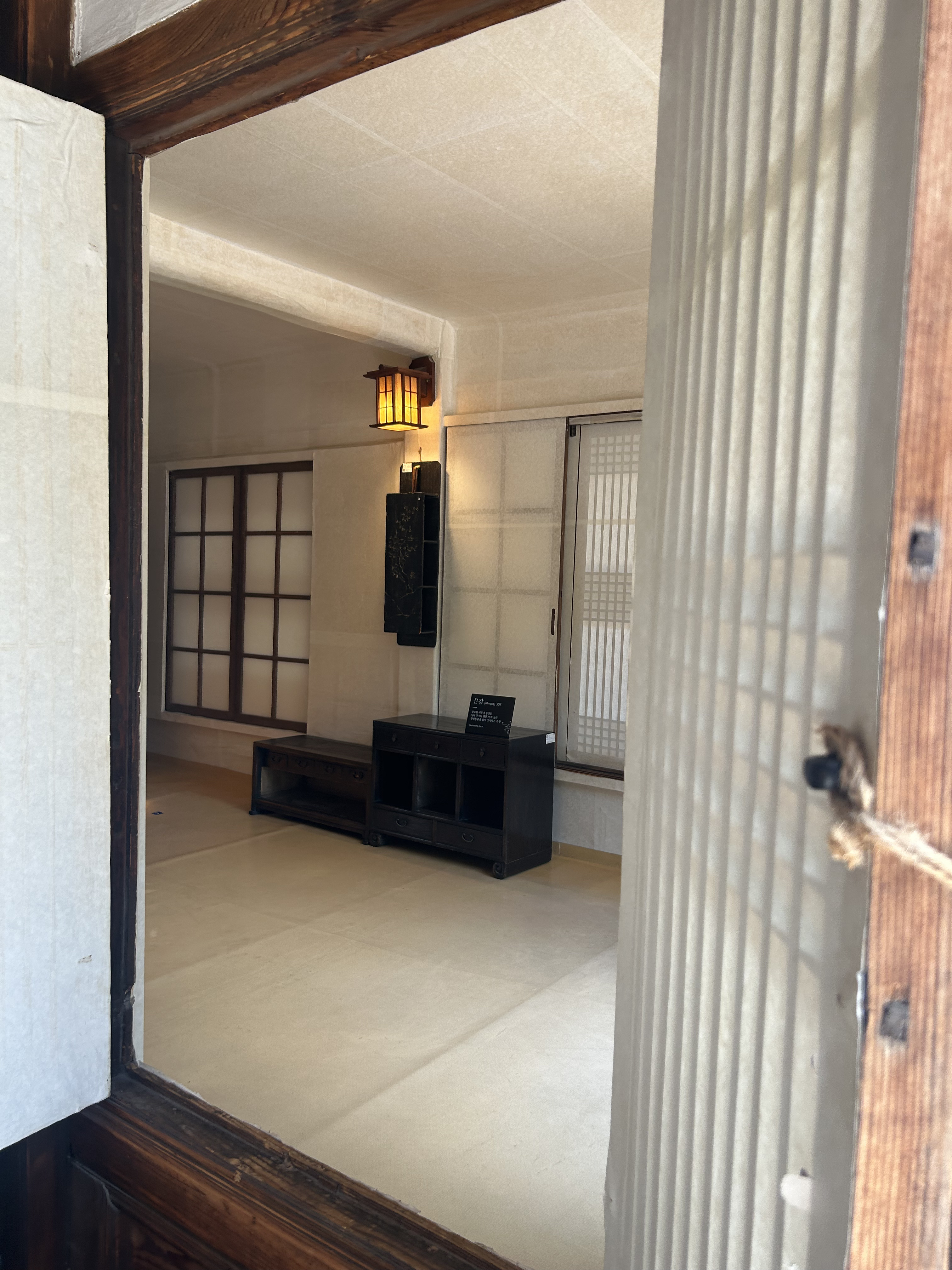
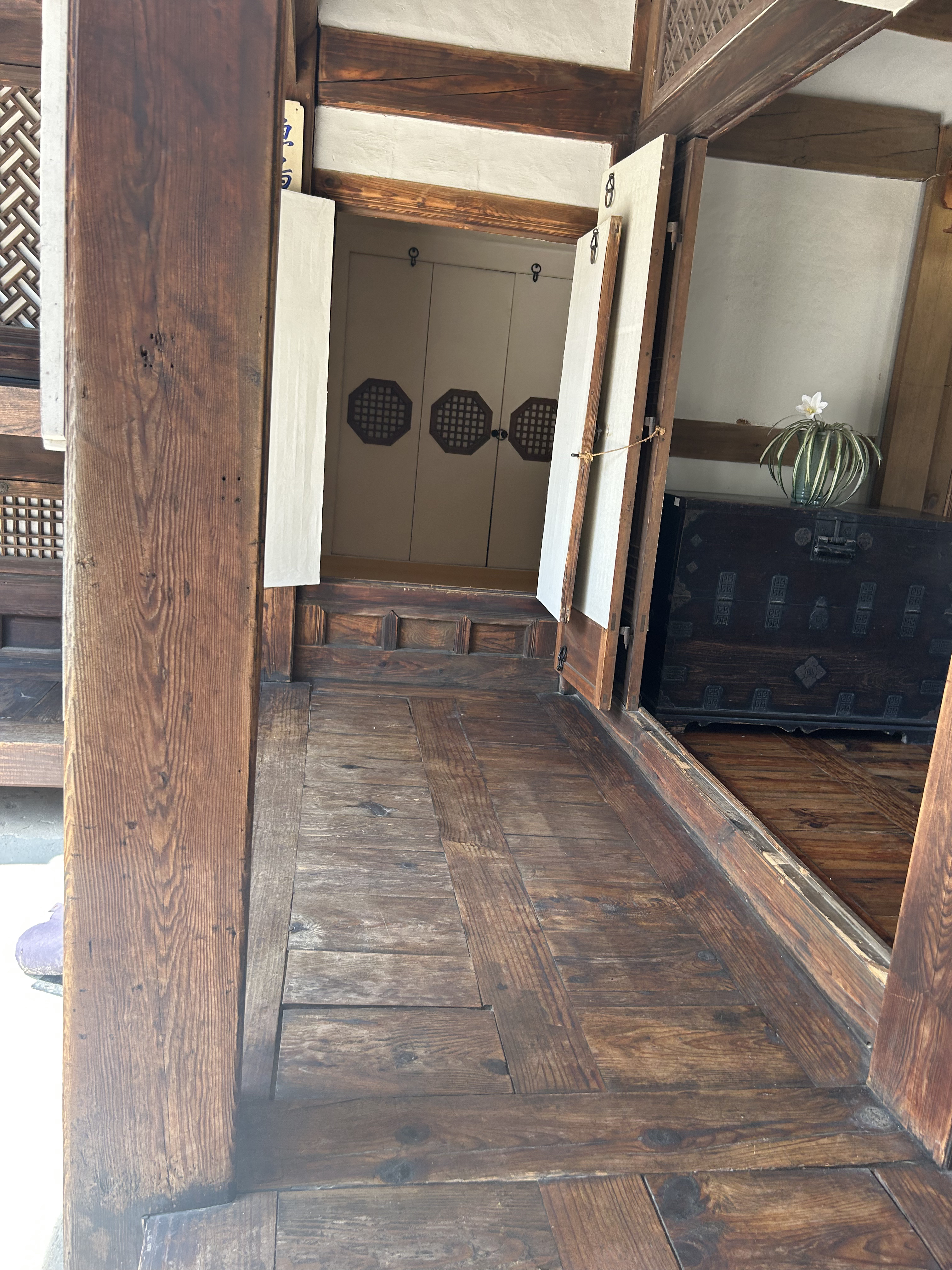
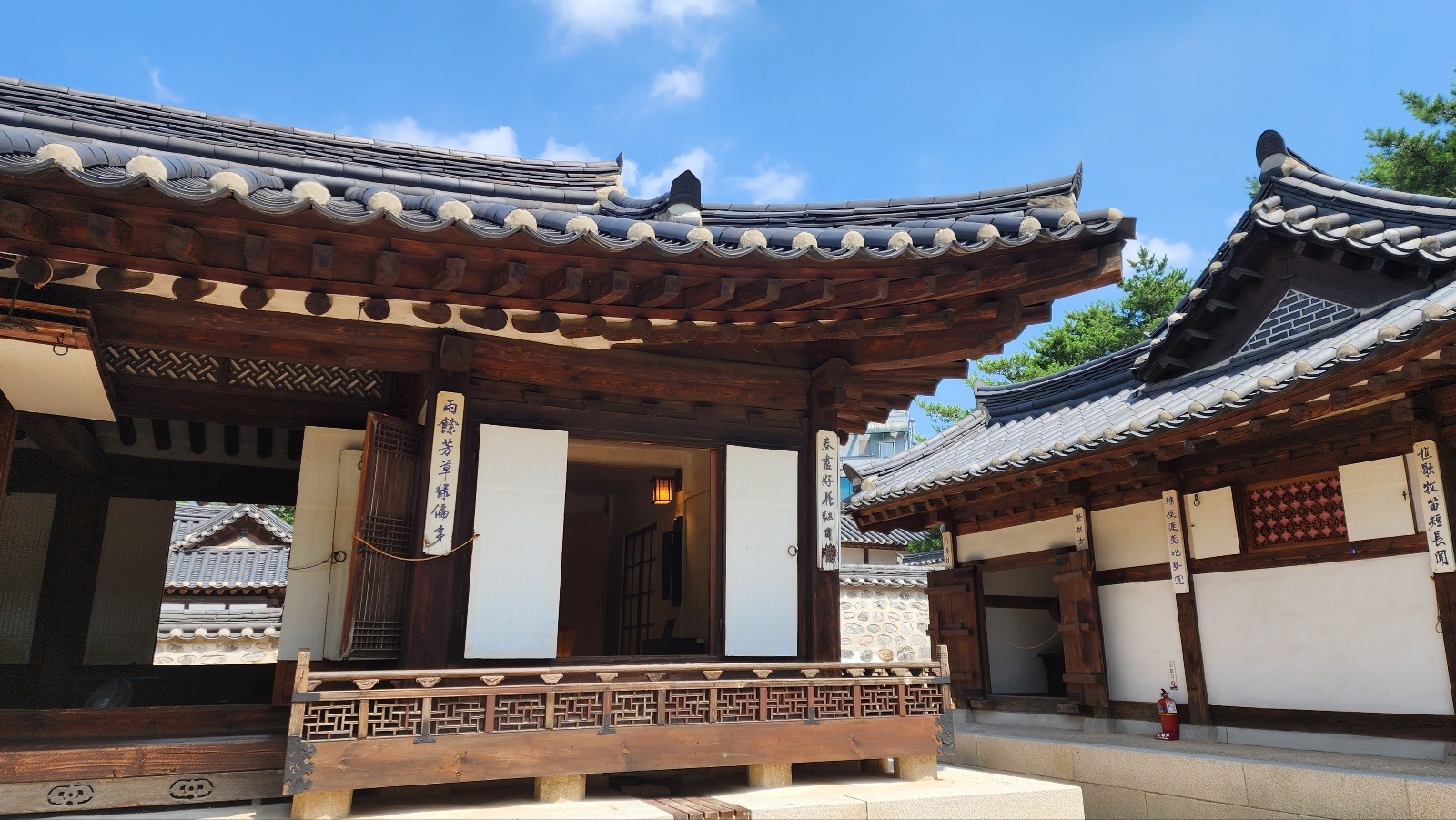